# 河内渓谷 (別府市)
河内渓谷（こうちけいこく）は、大分県別府市河内にある渓谷。

## 概要
河内渓谷は、河内谷（こうちだに）もしくは堂籠ノ谷（どうごもりのたに）とも呼ばれる。裳裾滝(もすそのたき)、鬼女ヶ淵滝（きめがふちのたき）などと呼ばれる滝や防空壕跡などがあり、子供達の恰好の遊び場として、また避暑の場として別府市民に広く親しまれてきた。繁栄を極めた浜脇温泉から徒歩5分ほどなので観光客も多く訪れ、昭和50年頃までは大変賑わった場所である。
ところが台風などの影響で滝の上から大岩が流れ落ちたりしたため、滝壺が浅くなり渓谷にも岩が堆積したため、いささか往年の景観を損ねてしまった。このことから飛び込み遊びをする子供もいなくなり、自動車でのアクセスが甚だ不便であることから観光客も激減し、今では別府市民でも近隣地区の住民以外には知られない場所となっている。ただ、荒れ果てているというわけではなく、遊歩道の清掃はきちんとなされているし滝も美しい。防空壕跡も遊歩道の対岸にあり近づくのが困難なところ以外は全て閉鎖され、安心して散策できるようになっている。

## 裳裾滝
小ぶりながらも、二条に分かれて落ちる優美な滝。滝前まで遊歩道が整備されている。

## 交通
- 鉄道・徒歩：JR九州日豊本線東別府駅から徒歩で約20分。

自動車で渓谷入口まで行くこともできるが、道幅が非常に狭く離合が不可能である上に駐車スペースも全くない。